# Тургут Реис
Тургут Реис (на турски: Turgut Reis) (1485 – 23 юни 1565) е османски корсар на служба при султан Сюлейман I. Адмирал на османския флот, назначаван за бей на остров Джерба и на Алжир, санджакбей на Триполи, бейлербей на Средиземно море.
Признат за военен гений и един от „най-опасните корсари“, наричан „най-големият пират воин на всички времена“ и „некоронованият крал на Средиземноморието“, той е познат особено в арабските провинции на империята също като Драгут („дракон“)

## Произход
Тургут Реис е роден около 1485 г. в селцето Каратопрак на егейския бряг недалеч от Бодрум (в наши дни този турски град носи неговото име Тургутрейс) и е с гръцко потекло. Според някои изследователи родителите му са гръцки мюсюлмани, според други са запазили християнската си вяра.

## Ранни години
На дванадесетгодишна възраст Тургут е забелязан от командващия османската армия и привлечен на служба заради уменията си да си служи с копието и лъка. След като преминава военно обучение, той е отведен в Египет през 1517 г., където участва във военните действия при завладяването на страната като артилерист.
След смъртта на покровителя си, Тургут постъпва на служба в Александрия при прочутия корсар Синан паша. Става капитан на бригантина, една четвърт от която благодарение на Синан паша става негова собственост, а след няколко успешни рейда успява да закупи целия кораб. След това се сдобива с галера, която оборудва с най-съвременни оръдия, и започва да кръстосва Средиземно море по търговските пътища между Венеция и егейските острови.

## Остров Джерба
През 1539 г. Синан паша е назначен за командир на османския флот в Червено море, но реално командването се поема от Тургут Реис. Едновременно с това Тургут става бей на остров Джерба, където се жени.
В началото на следващата 1540 г. превзема няколко генуезки кораба край Санта Маргерита Лигуре, разграбва остров Гозо и начело на 25 кораба опустошава бреговете на Сицилия и Испания. Това става причина крал Карл V да изпрати срещу него 81 кораба под командването на адмирал Андреа Дория. За да избегне преследването, Тургут се отправя към Тиренско море и бомбардира южните пристанища на Корсика, разграбвайки след това и Капрая Изола.

## Пленяване
Веднага след нападението над Капрая Изола Тургут спира за ремонт на корабите край бреговете на Корсика и там на 15 юни 1540 г. е настигнат от италианския флот под командването на племенника на Андреа Дория Джанетино Дория. Само един от корабите на пирата успява да се изплъзне, останалите са превзети, а самият Тургут е пленен и прекарва следващите четири години като роб на галера при Джанетино Дория. Неколкократно неговият приятел Хайредин Барбароса прави постъпки да го откупи, но му е отказано. Накрая Тургут е преместен в затвора в Генуа, а през 1544 г. Барбароса обсажда града. Започват преговори за освобождаването на Тургут и Барбароса е поканен в апартамента на Андреа Дория, където двамата адмирали договарят откупа в размер на 3500 златни дуката.
Още същата година след като излиза на свобода Тургут Реис разграбва град Бонифачо на Корсика и остров Гозо и нанася сериозни щети на генуезките и малтийските търговски интереси. През 1545 г. опустошава за пореден път Капрая Изола, Монтеросо ал Маре, Риомаджоре и няколко други пристанища. В началото на 1546 г. се отправя към Тунис, където плячкосва Сфакс, Сус и Монастир.

## Главнокомандващ флота
След смъртта на Хайредин Барбароса през юли 1546 г. Тургут става главнокомандващ османския флот в Средиземноморието.
През следващата година начело на 23 галери опустошава Малта, Апулия, Калабрия и Липарските острови. От 30 април 1551 г. официално постъпва на служба при султан Сюлейман I, получавайки титлата капудан паша. През 1548 г. е назначен за бейлербей на Алжир. През август 1551 г. обсажда и превзема Триполи, дотогава владение на Малтийския орден, и от този момент Триполитания става вилает на Османската империя като за тази си заслуга Тургут е назначен за санджакбей на Триполи.
През 1553 г. в съответствие с френско-османския съюз Тургут действа в Сицилия като за помощта си получава от френския крал около 30 000 златни дукати от плячката. Заради бавните военни операции, които провежда в периода 1554 – 1555 г., тръгва слух, че Тургут е подкупен от испанците. Слухът не е потвърден с нищо, но става причина той да бъде свален от поста капудан паша и заменен с Пияле паша, въпреки че Тургут остава при него в качеството си на съветник.
През 1560 г. Тургут участва в сражението при Джерба отново заедно с Пияле паша, където испанският флот е разгромен.
През май 1565 г. започва обсадата на Малта, в която вече 80-годишният Тургут лично се заема с командването на османските войски (въпреки че според мнението на историците той се обявява против обсадата, но така или иначе не е в състояние да спре събитията). Именно при тази битка Тургут е убит на 23 юни 1565 г. според едни сведения от гюле, според други – от камък в окото, при което ранен е отнесен в болница и два дни по-късно умира. Тленните му останки са пренесени и погребани в Триполи.